# Dodge
Dodge è un marchio di automobili e veicoli commerciali, leggeri e pesanti, fondato nel 1914 con il nome di Dodge Brothers Company, oggi fa parte di Stellantis.
Fino al 1928 il marchio che identificava questa ditta era Dodge Brothers Motor Vehicle Company.

## Storia

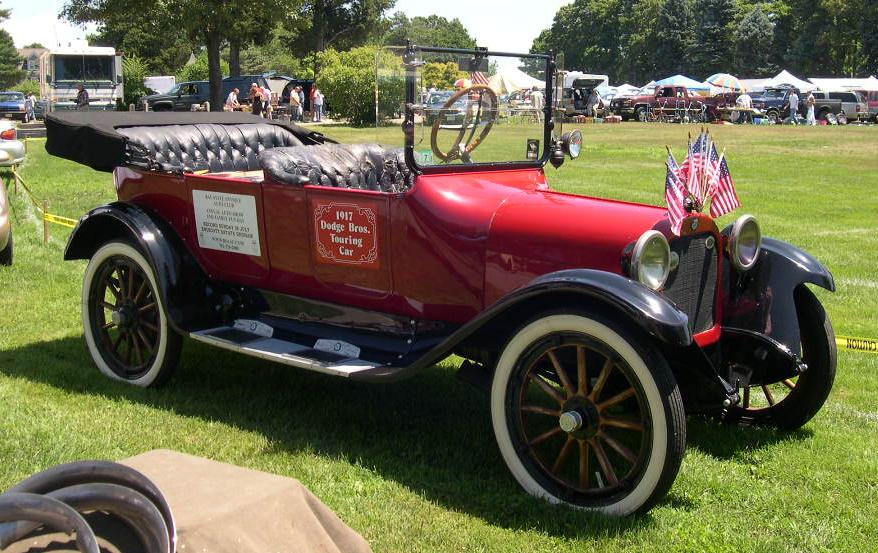
Una Dodge del 1917

I fratelli Dodge provenivano da Niles, Michigan. Fin da piccoli si occuparono di meccanica presso l'officina paterna.
Nel 1901 John Francis e Horace Elgin trasferirono la loro ditta, la Dodge Brothers Bicycle & Machine Factory, a Detroit. Parte della loro produzione di cuscinetti a sfere e di altre parti veniva richiesta dalle prime industrie automobilistiche. I fratelli Dodge contribuirono anche alla progettazione delle prime Oldsmobile.
Nel 1902 vennero avvicinati da Henry Ford che stava cercando finanziatori per la sua nuova casa automobilistica. I fratelli risposero positivamente, acquistando il 10 per cento delle azioni, e finanziarono l'avvio della Ford Motor Company, inoltre come fornitori di parti meccaniche parteciparono anche ai proventi dell'impresa.
Nel 1914 i fratelli Dodge decisero, stante il rifiuto da parte di Henry Ford di acquistare la loro ditta, di avviare una propria industria automobilistica, la già citata Dodge Brothers Motor Vehicle Company. La prima vettura uscì in quell'anno, a cui fu dato il nome di la 30-35, era una torpedo 5 posti dotata di un motore 4 cilindri da 35 cv. Le vetture prodotte dai fratelli Dodge avevano alcune caratteristiche, quali l'avviamento elettrico al posto dell'avvio a manovella, che le fecero diventare molto popolari come vetture della classe media. Questi modelli furono un grande successo commerciale.
Nel 1917 la ditta iniziò la produzione di camion che furono impiegati dall'esercito americano durante la prima guerra mondiale e venduti sul mercato civile dopo la fine del conflitto. Sempre in questo anno presentarono la prima vettura a carrozzeria chiusa della storia.
Nel 1920 scomparvero, a poca distanza di tempo l'uno dall'altro, entrambi i fratelli Dodge.
Nel 1925 la Dodge Brothers Company venne venduta alla banca d'affari Dillon, Read & Company per 146 milioni di dollari dell'epoca, cifra che fece diventare questa operazione la più grande operazione finanziaria dell'epoca. Tre anni dopo, il 31 luglio 1928, la Dillon Read cedette a sua volta la Dodge al gruppo Chrysler.
L'anno 1953 vide la nascita del famoso motore Red Ram Hemi un V8 da 140 cv che verrà montato sulla Coronet.
Con l'acquisizione, avvenuta negli anni sessanta, da parte di Chrysler del gruppo inglese Rootes e della casa francese SIMCA si venne a creare la Chrysler Europe. Il marchio Dodge comparve quindi su alcuni veicoli commerciali prodotti in Europa tra i quali anche una versione pick-up della Simca 1100. In questo periodo la Dodge si dedica alla realizzazione di muscle car appariscenti come la Dodge Charger e questa tendenza, divenuta caratteristica del marchio, prosegue ancora ai nostri giorni con la Viper, la Charger e la Challenger.
Nel 1977, con la scomparsa della Chrysler Europa, i diritti d'uso del marchio Dodge in Europa passarono alla Peugeot, che lo utilizzò su alcuni suoi veicoli commerciali prodotti negli anni ottanta. Fu sempre la Dodge la prima casa automobilistica che installò un motore V10 su un pick-up, il Dodge Ram.

Vecchio logo Dodge, utilizzato dal 1994 al 2010. Il simbolo dell'ariete, abbandonato da Dodge, è diventato il logo identificativo del nuovo marchio Ram Trucks

Attualmente, la Dodge fa parte del Gruppo Stellantis, proprietario allo stesso tempo dei marchi statunitensi Chrysler, Jeep e RAM.
Nel 2009, si è proceduto allo scorporo della gamma di prodotti Dodge, con la creazione del marchio Ram Trucks, destinato a commercializzare tutti i pick-up e veicoli commerciali leggeri precedentemente venduti a marchio Dodge; la classica gamma di autovetture invece continuerà ad essere prodotta a marchio Dodge.

## Modelli di vetture

### Modelli storici
- Dodge Sidewinder
- Dodge Super Bee
- Dodge Monaco
- Dodge Dart
- Dodge St. Regis
- Dodge Avenger
- Dodge Viper
- Dodge Viper SRT 10
- Dodge Ram
- Dodge Aries
- Dodge Stealth
- Dodge Dynasty
- Dodge Magnum
- Dodge Caliber
- Dodge Neon SRT-4
- Dodge Nitro
- Dodge Dart (2012)
- Dodge Vision[2]
- Dodge 1800[3]
- Dodge 1500[4]
- Dodge 1204 e Dodge 1100[5]
- Dodge Omni[6]
- Dodge Neon (solo per il Messico e gli Emirati Arabi Uniti) basato su Fiat Tipo (versione quattro porte cd. Sedàn o Fiat Tipo 4D).
- Dodge Grand Caravan
- Dodge Journey
- Dodge Challenger
- Dodge Charger

### Modelli in produzione
- Dodge Attitude (Solo per il Messico)
- Dodge Hornet
- Dodge Durango
- Charger